# Ius primae noctis

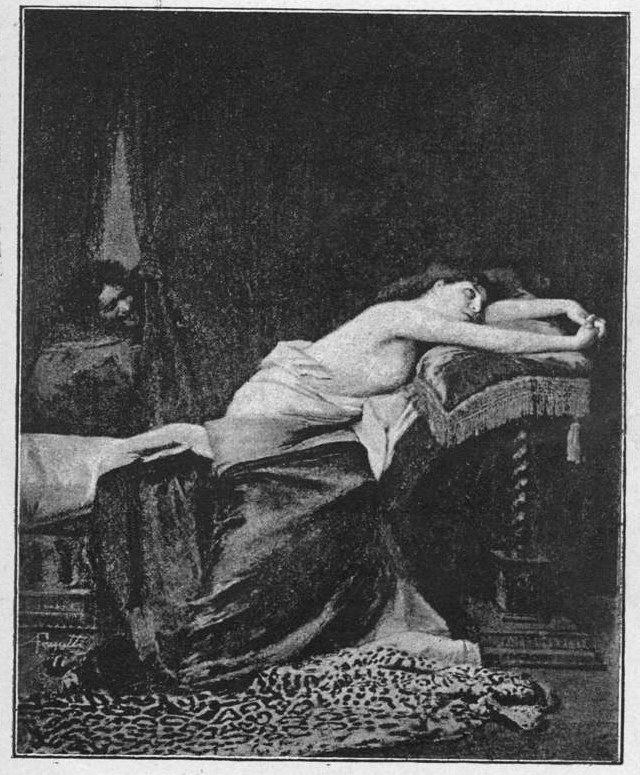
Il·lustració d'un ius primae noctis, any 1888

El dret de cuixa o, en llatí vulgar medieval, ius primae noctis (també, antigament, "dret de pernada"), hauria estat un hipotètic dret o privilegi del senyor de mantenir relacions sexuals amb una dona del seu domini en la seva nit de noces i, per tant, a gaudir de la seva virginitat, o bé qualsevol altra nit o dia.
Els privilegis o drets del mascle alfa o mascle dominant han format part de la majoria de les societats humanes que han existit fins ara i continuen existint en determinats indrets. Reductes d'això, que encara es practiquen en entorns extremadament masclistes, són el dret del marit de tenir relacions sexuals a voluntat amb la seva dona i el dret d'homes poderosos a tenir-lo amb les dones amb menys poder, sovint treballadores o candidates a treballar per a ell. Aquestes pràctiques poden ser acceptades per la societat malgrat el no consentiment o consentiment no lliure de les dones afectades, de la mateixa manera en què es podria haver acceptat el ius primae noctis en altres èpoques.

## Història

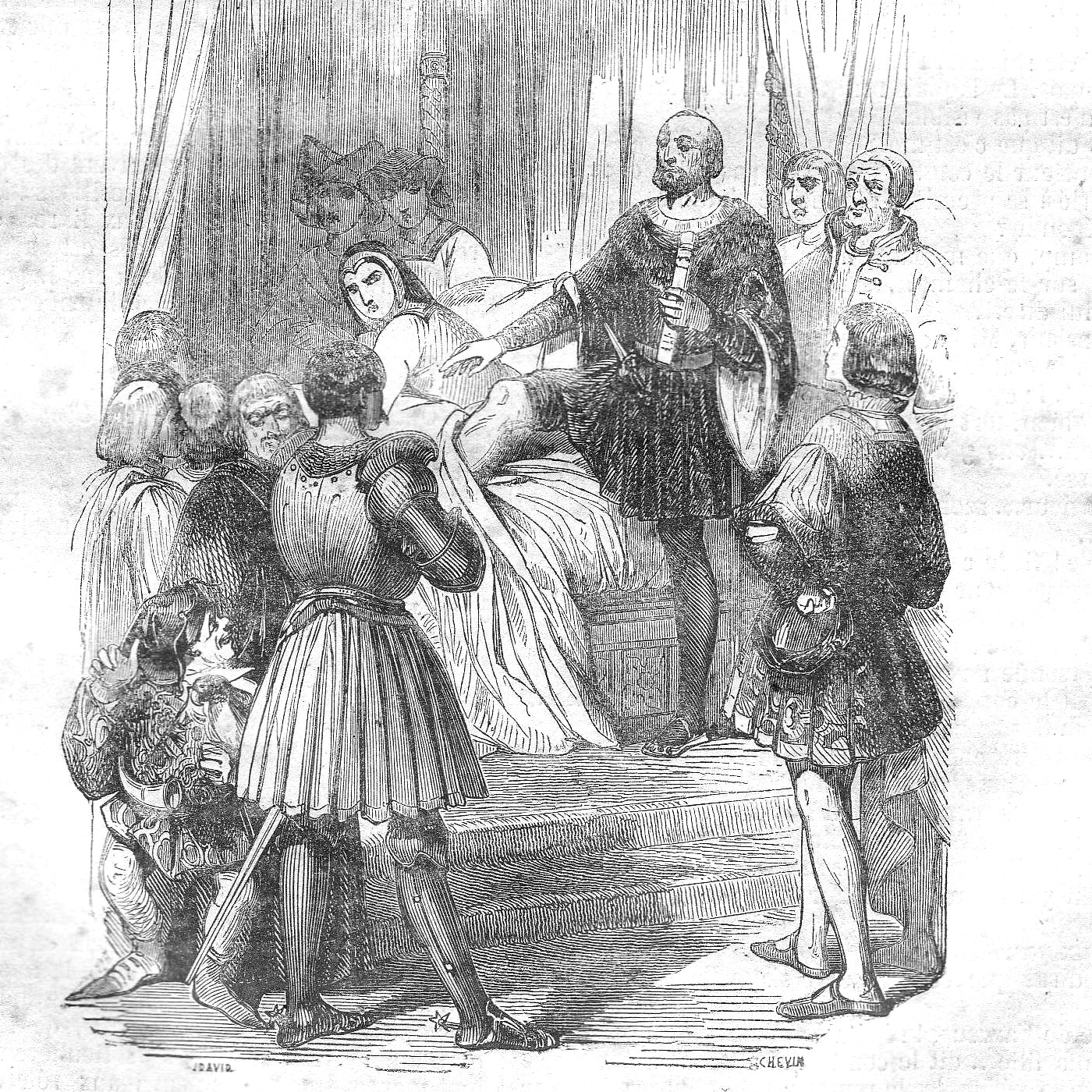
Ius primae noctis dibuixat a La Lecture Journal des Romans, any 1857

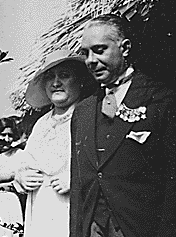
El dictador Rafael Leónidas Trujillo és conegut per haver-se autoadjudicat el dret de cuixa

El tema és present a fonts antigues i medievals. Abusos semblants a l'ius primae noctis, amb diferents noms i en diverses llengües, són descrits ja a la civilització sumèria i a d'altres cultures occidentals amb escriptura. Per exemple, al segle v aC, Heròdot parla d'una tribu del desert de Líbia en la qual és costum presentar al rei totes les donzelles "que estan per casar-se" i, "si alguna li agrada, ell és el primer a conèixer-la". De fet, era habitual en totes les civilitzacions mediterrànies, incloent-hi l'antiga Grècia on vivia Heròdot, i ciutats considerades cultes i tolerants, com Atenes, on els ciutadans lliures mascles adults tenien el dret de cuixa sobre la resta d'habitants.
De l'edat mitjana no n'hi ha testimonis documentats precisos. Les referències a imposicions tributàries d'origen feudal com el merchet, cullagium o vadimonium fan referència a altres usos. D'altra banda, l'anomenat "beilager", un antic costum germànic, tampoc té cap relació amb pretesos "drets de cuixa" sinó amb celebracions rituals del matrimoni. La referència que s'ha atribuït al fur reial d'Alfons X el Savi no és a un dret de cuixa, ja que no s'hi constata cap referència a un deshonor de tipus sexual, tal com ha demostrat Carlos Heusch.
En anglès s'usa l'expressió francesa droit du seigneur, si bé en francès es prefereix emprar l'expressió droit de cuissage.
A Catalunya s'han trobat textos referents a alguns casos en els quals es veu que, si es tenia la voluntat i poder econòmic suficients, era possible pagar a l'església o al senyor feudal una quantitat de diners (com per exemple dos sous i vuit diners, o setanta lliures catalanes als monjos de Poblet per part dels vilatans de Verdú) per aconseguir l'enfranquiment o redempció de dones no casades que es volguessin casar.
Amb el contacte d'Europa i Amèrica, els abusos es van estendre als homes blancs europeus envers les dones indígenes. Al continent americà se sap que diverses variants d'aquesta pràctica van ser habituals fins a mitjans del segle xx i encara avui es continuen registrant casos. El fet de visibilitzar-los i no negar-los serveix per a educar en la cultura de pau i no violència, a més de minvar la percepció androcèntrica i universalista masculina amb la que s'explica la història, les metanarratives i la sociopolítica actual. Per exemple, la lluita contra aquesta pràctica va ser un dels motius pels quals els camperols van participar en la revolució mexicana.

## Situació actual

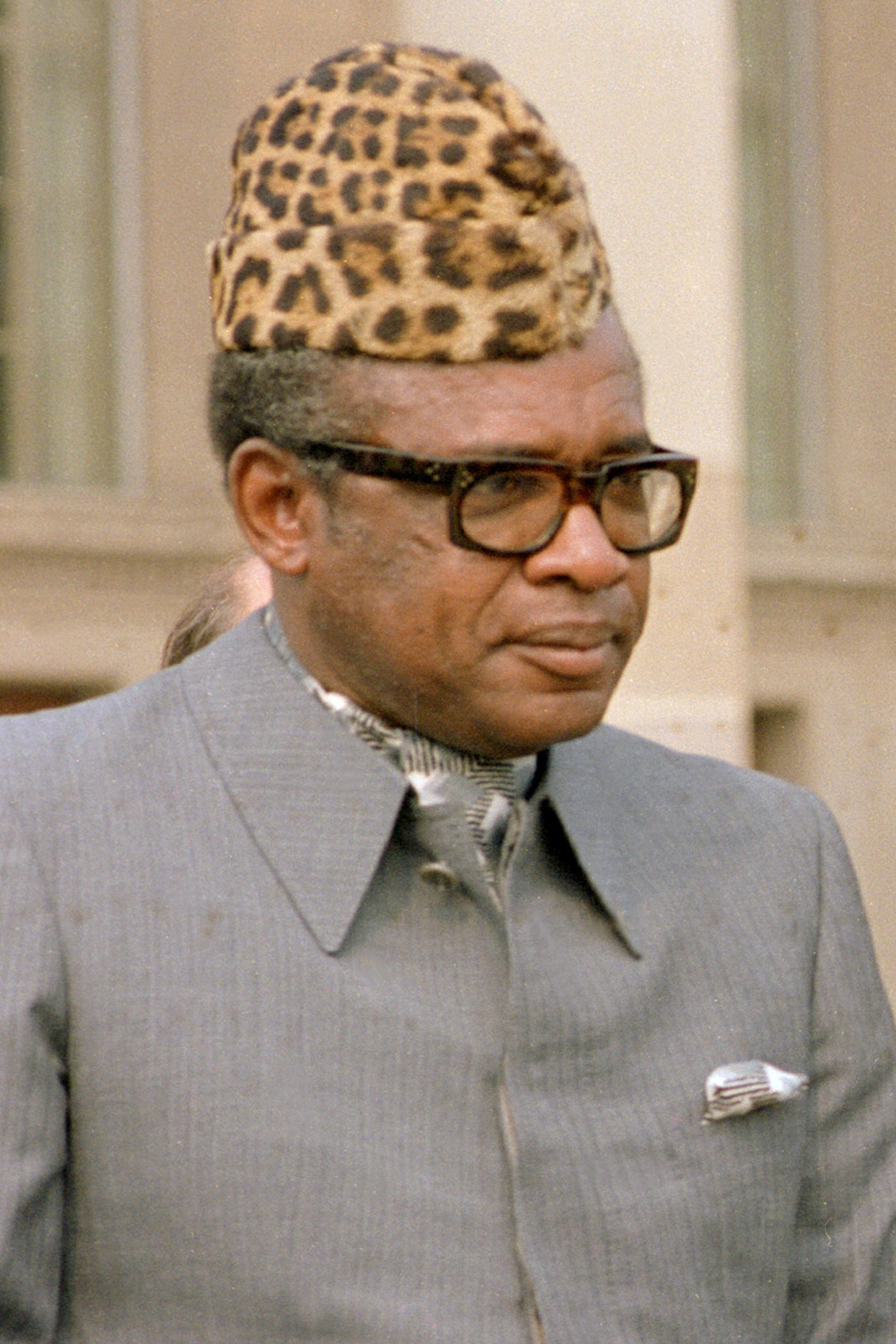
Mobutu el 1983

Actualment, l'expressió popular "dret de cuixa" és prou coneguda i de vegades s'empra de manera metafòrica. Per exemple, hi ha qui diu que un superior s'ha atorgat el "dret de cuixa" sobre un treballador, o més sovint una treballadora, quan ha abusat de la seva posició jeràrquica per satisfer un desig sexual. Aquest abús es considera avui a Europa un delicte greu d'assetjament sexual al lloc de treball (la proposició) o de violació (l'execució).
No és així a tots els països. Per exemple, als anys 1980, l'expresident de Zaire Mobutu feia ús del seu ius primae noctis en virtut del seu rol de "cap tradicional" i justificant-lo dient que es tracta d'un antic costum congolès. Així, quan visitava el país, cada cap local li oferia sempre "una verge".

## En la cultura popular

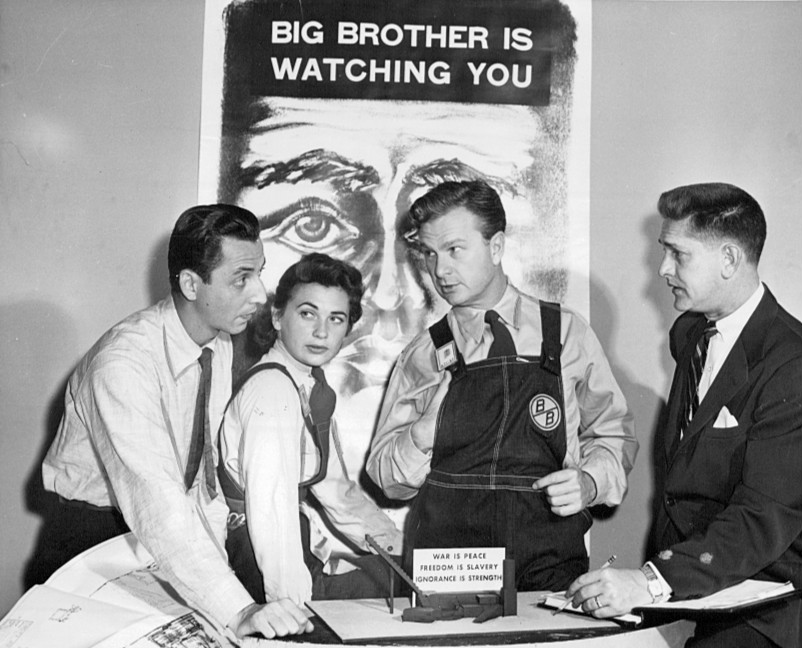
Foto publicitària anunciant una versió televisiva de la novel·la 1984

Apareix també a diverses novel·les i pel·lícules històriques per subratllar la humiliació dels homes serfs. Una de les obres més conegudes és Macbeth, que comença quan, després d'haver estat un cop més brutalment violada pel rei d'Escòcia, la dona de Macbeth li recrimina que sigui capaç de matar tanta gent innocent pel seu agressor i, en canvi, no la defensi a ella sinó que, encara més, consenti. A Fuenteovejuna el dret de cuixa del comendador és consentit per la tradició, la indiferència i la mansedat del poble fins que la protagonista reclama justícia al consell dels homes. També apareix a la novel·la distòpica 1984, a la qual els empresaris tenen dret a fer ús del cos de qualsevol dona que treballi a les seves empreses. A la novel·la i posterior sèrie de televisió El conte de la criada (a la versió original és "el conte de la donzella"), el senyor de la casa pot comprar dones donzelles fèrtils per tal de violar-les per a fer-hi fills o filles. Aquestes donzelles-criades són vistes com a contenidors que només serveixen per al sexe i per a incubar fetus fins al seu naixement.
A Catalunya existeixen històries relacionades amb aquest abús al castell de Concabella, al castell de Montsoriu, al castell de Llanera, a Moià, al veïnat de Rabioses a Cruïlles, a Gombrèn, a Vilanova i la Geltrú i a Hostalric, protagonitzades sempre senyors feudals, que podien ser els senyors dels castells o eclesiàstics.